# Next Liberty
Le Next Liberty est un théâtre pour la jeunesse de Graz situé dans l'Innere Stadt. Avec plus de 200 représentations et 65 000 spectateurs par saison, c'est l'un des théâtres germanophones les plus importants.

## Histoire
En 1995, les Scènes unies de Graz ont inauguré dans l'Opernhaus Graz un espace pour les enfants. Son nom vient d'une sculpture de Hartmut Skerbisch située à proximité, Sabre-laser et inspirée par la statue de la Liberté.

## Galerie

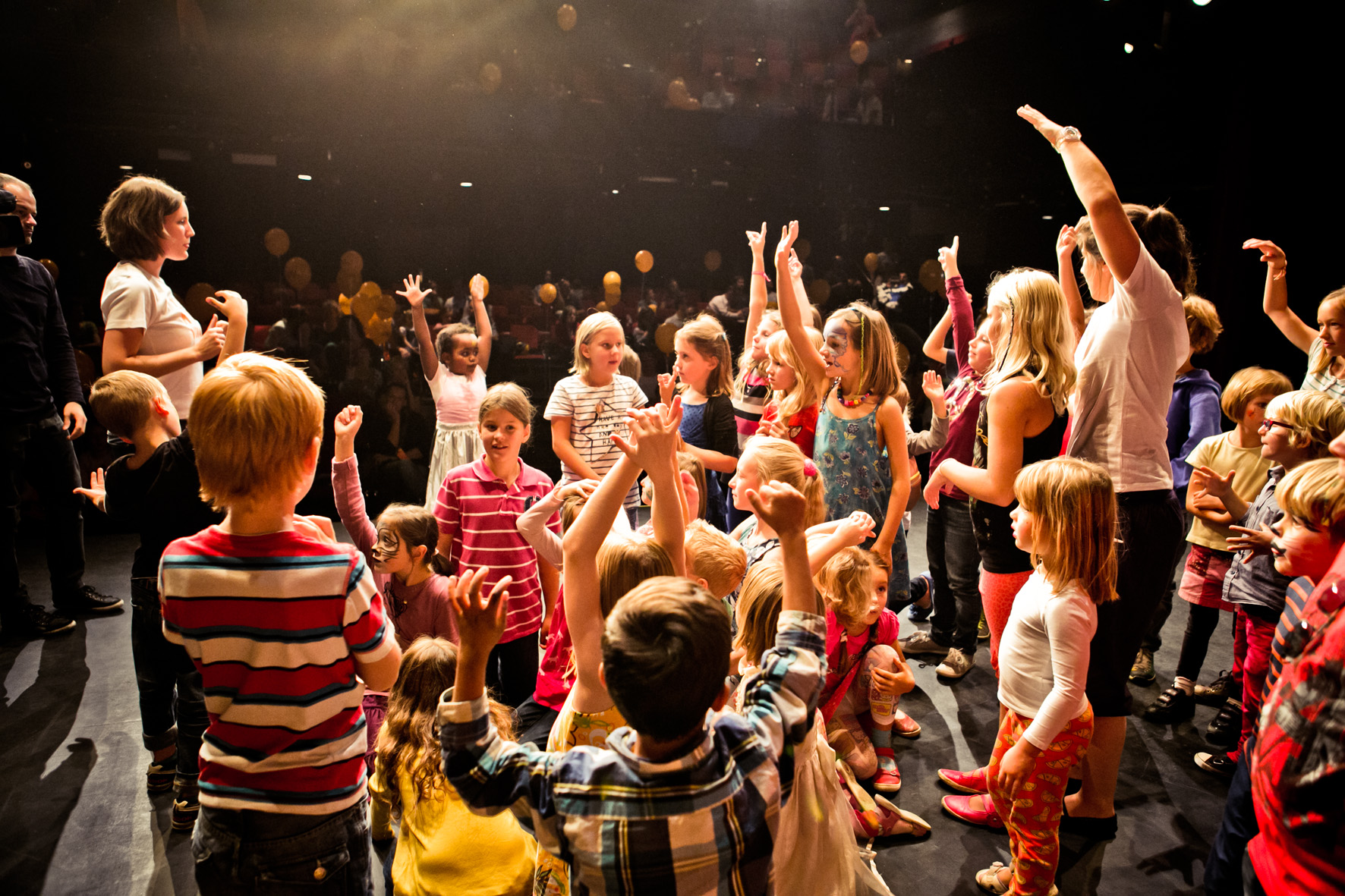
Fête organisée par le Next Liberty où les ballons orange jouaient un rôle et décoraient Graz
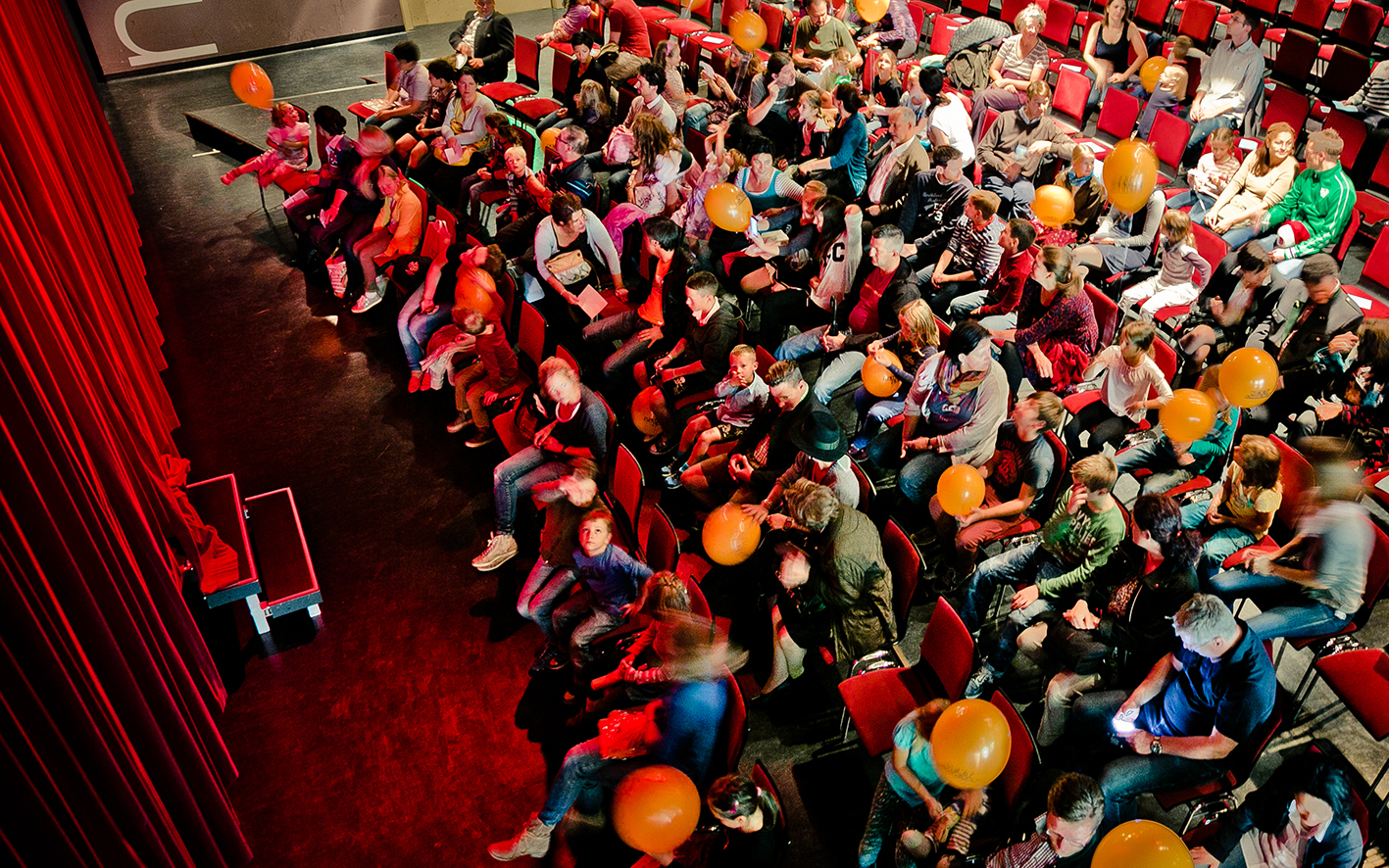
Fête organisée par le Next Liberty où les ballons orange jouaient un rôle et décoraient Graz
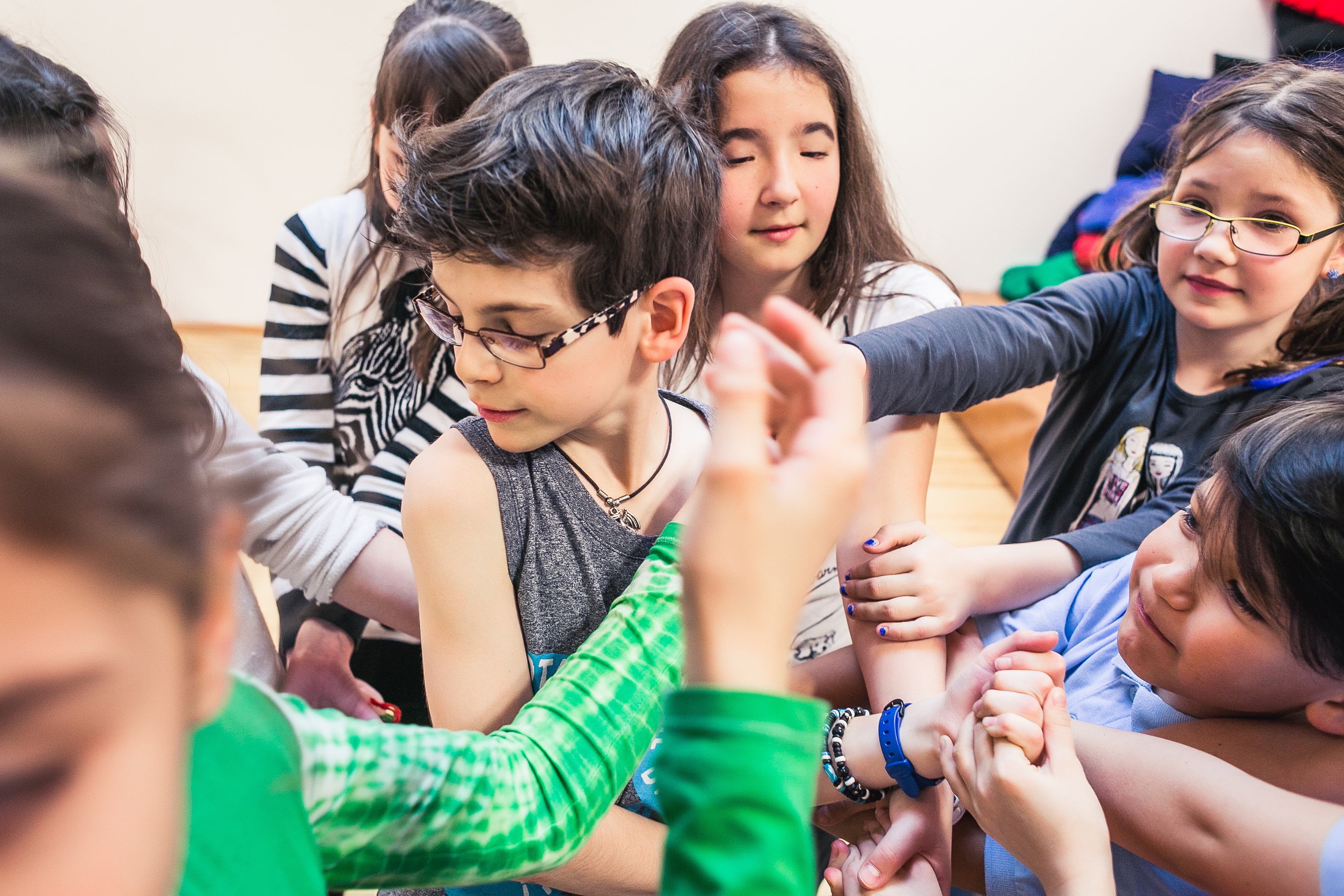
Enfants dans un atelier théâtre du Next Liberty
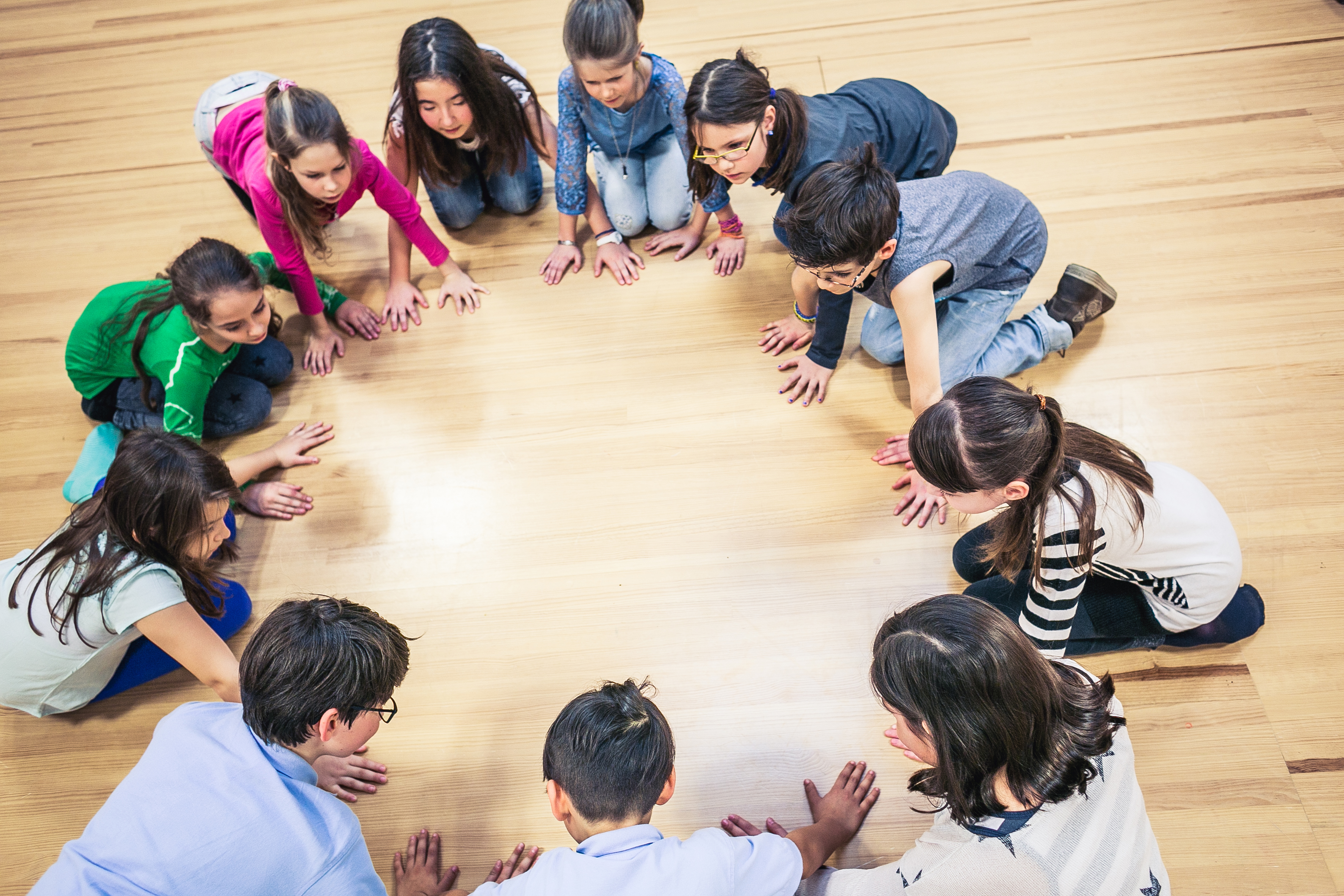
Enfants dans un atelier théâtre du Next Liberty
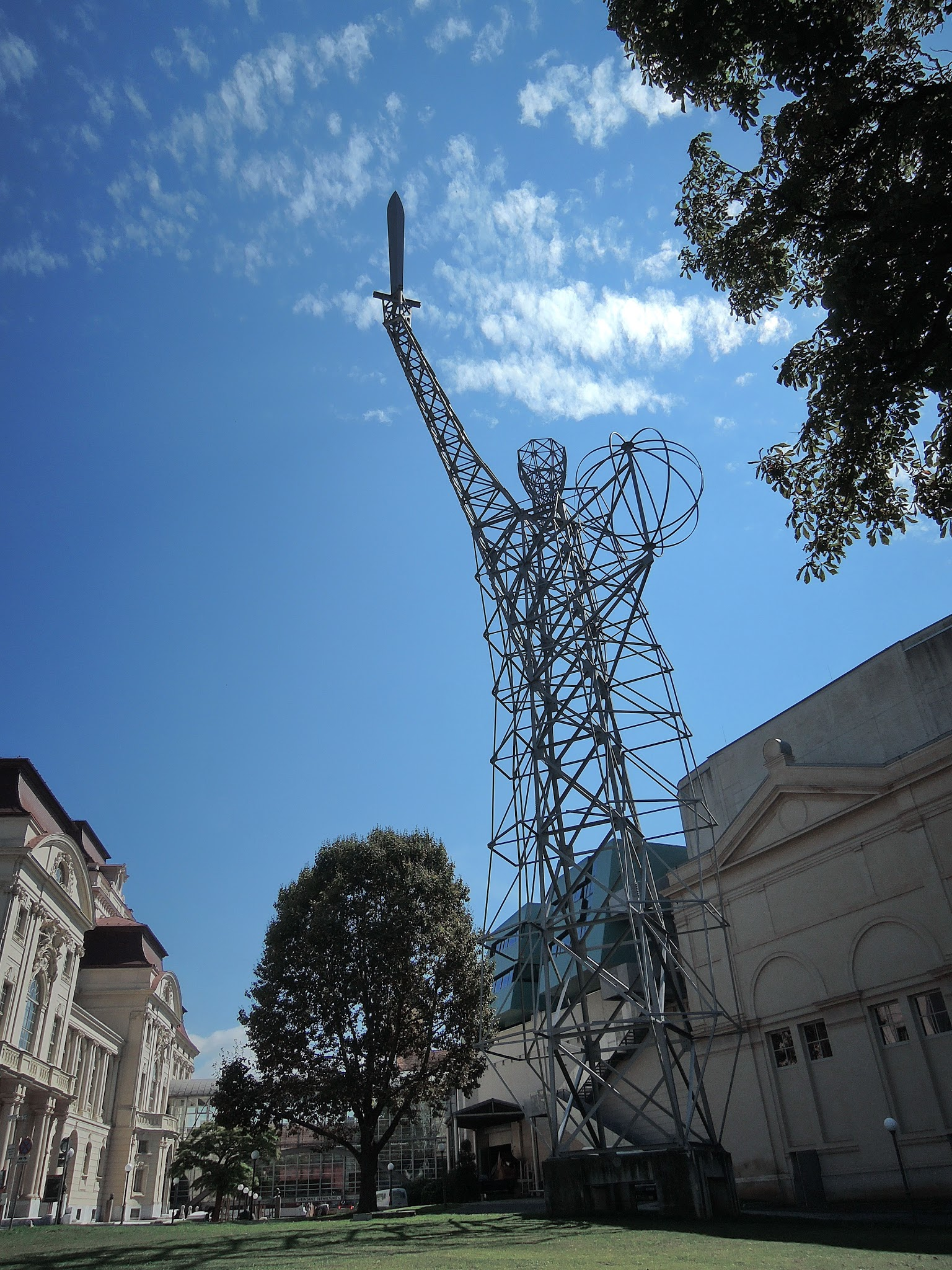
La sculpture de  Hartmut Skerbisch qui donne son nom au Next Liberty